# Radical 141
El radical 141, representado por el carácter Han 虍, es uno de los 214 radicales del diccionario de Kangxi. En mandarín estándar es llamado 虍部, (hū bù); en japonés es llamado 虍部, こぶ (kobu), y en coreano 호 (ho). En los textos occidentales es conocido como «radical “tigre”».
El radical «tigre» aparece casi siempre en la parte superior de los caracteres que clasifica (por ejemplo, en el carácter 虎). En algunos casos aparece en el lado derecho (por ejemplo en 號) y en algunos otros casos en el lado izquierdo (por ejemplo, en 彪).

## Nombres populares
- Mandarín estándar: 虎字頭, hǔ zì tóu, ‘parte superior del carácter «tigre» (虎)’.
- Coreano: 범호부, heom hu bu, ‘radical ho-tigre’.
- Japonés:　虎冠（とらかんむり）, torakanmuri, ‘parte superior de tora (虎, tigre)’.
- En occidente: radical «tigre».

## Galería
| Estilos antiguos                                 | Estilos antiguos                  | Estilos antiguos                        | Estilos antiguos                   | Estilos antiguos                   | Estilos empleados actualmente       | Estilos empleados actualmente  | Estilos empleados actualmente    | Estilos empleados actualmente   | Estilos empleados actualmente  |
|                                                  |                                   |                                         |                                    |                                    |                                     | 虍                             | 虍                               |                                 |                                |
| 甲骨文 jiǎgǔwén (escritura de huesos oraculares) | 金文 jīnwén (escritura de bronce) | 简帛 jiǎnbó (escritura de bambú y seda) | 篆文 zhuànwén (escritura de sello) | 篆文 zhuànwén (escritura de sello) | 隸書 lìshū (estilo de los escribas) | 楷書 kǎishū (estilo regular)   | 楷書 kǎishū (estilo regular)     | 行書 xǐngshū (estilo corriente) | 草書 cǎoshū (estilo de hierba) |
| 甲骨文 jiǎgǔwén (escritura de huesos oraculares) | 金文 jīnwén (escritura de bronce) | 简帛 jiǎnbó (escritura de bambú y seda) | 大篆 dàzhuàn (sello grande)        | 小篆 xiǎozhuàn (sello pequeño)     | 隸書 lìshū (estilo de los escribas) | 繁體／繁体 fántǐ (tradicional) | 简体／簡體 jiǎntǐ (simplificado) | 行書 xǐngshū (estilo corriente) | 草書 cǎoshū (estilo de hierba) |

## Caracteres con el radical 141
| trazos | carácter             |
| ------ | -------------------- |
| + 0    | 虍                   |
| + 2    | 虎 虏                |
| + 3    | 虐                   |
| + 4    | 虑 虒 虓 虔          |
| + 5    | 處 虖 虗 虘 虙 虚 彪 |
| + 6    | 虛                   |
| + 7    | 虜 虝 虞 號          |
| + 8    | 虠 虡                |
| + 9    | 虢 虣                |
| + 10   | 虤 虥 虦             |
| + 11   | 虧 虨                |
| + 12   | 虩                   |
| + 20   | 虪                   |